# Yan Xiangchuang
Yan Xiangchuang (閆相闖T, 闫相闯S, Yán XiàngchuǎngP; Dalian, 5 settembre 1986) è un calciatore cinese, centrocampista del Beijing Enterprises.

## Palmarès

### Club

#### Competizioni nazionali
- Campionato cinese: 1

Beijing Guoan: 2009
- Coppa della Cina: 1

Guizhou Renhe: 2013